# Menjangan
Menjangan, l'« île du cerf », est une petite île d'une superficie de 1.6 kilomètres carrés, située au large du nord-ouest de l'île de Bali. Inhabitée et protégée, elle fait partie administrativement du parc national de Bali Barat. La côte est bordée par de la mangrove ou des plages, et abrite une faune marine riche. Les courants marins sont faibles.
À l'extrémité ouest de l'île se trouve le site de Kapal Budak (« navire d'esclaves ») : l'ancre située à 6 m de fond est reliée à une chaîne menant 30 m plus bas à une seconde ancre et les débris de l'épave d'un bateau en bois datant du XIXe siècle.
Deux temples hindouistes sont situés dans le nord-est de l'île : Pura Taman Kelenting Sari et Pura Kahyangan Jagat Giri Segara.

## Galerie

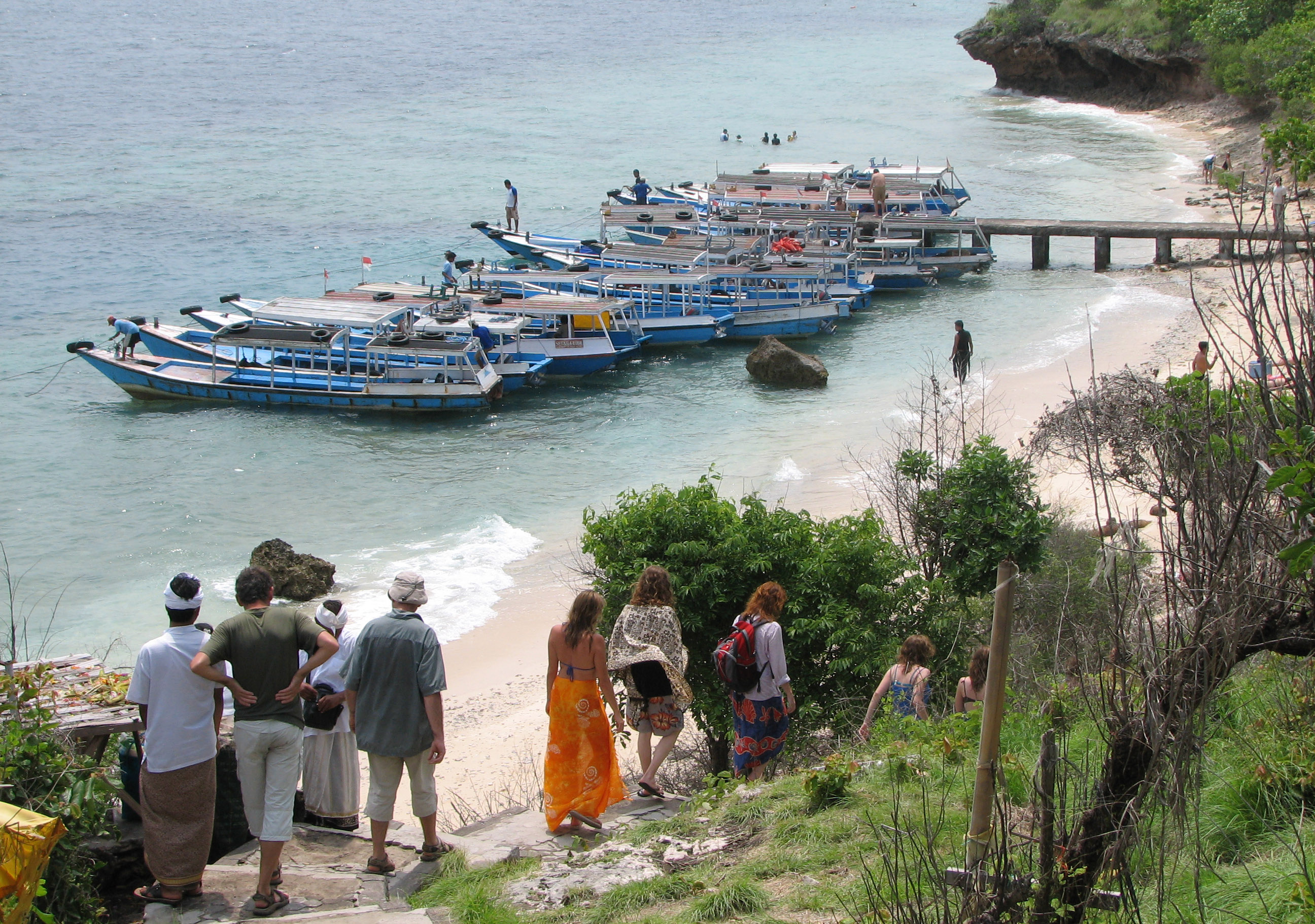
Touristes rembarquant à Menjangan par la digue sud
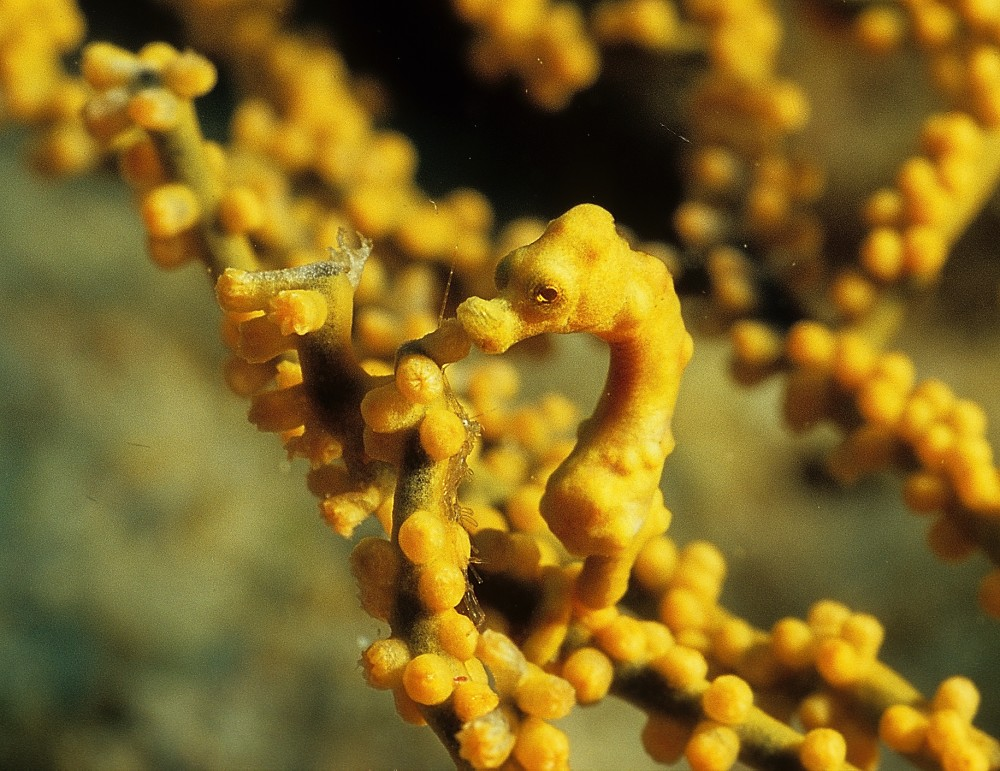
Hippocampe
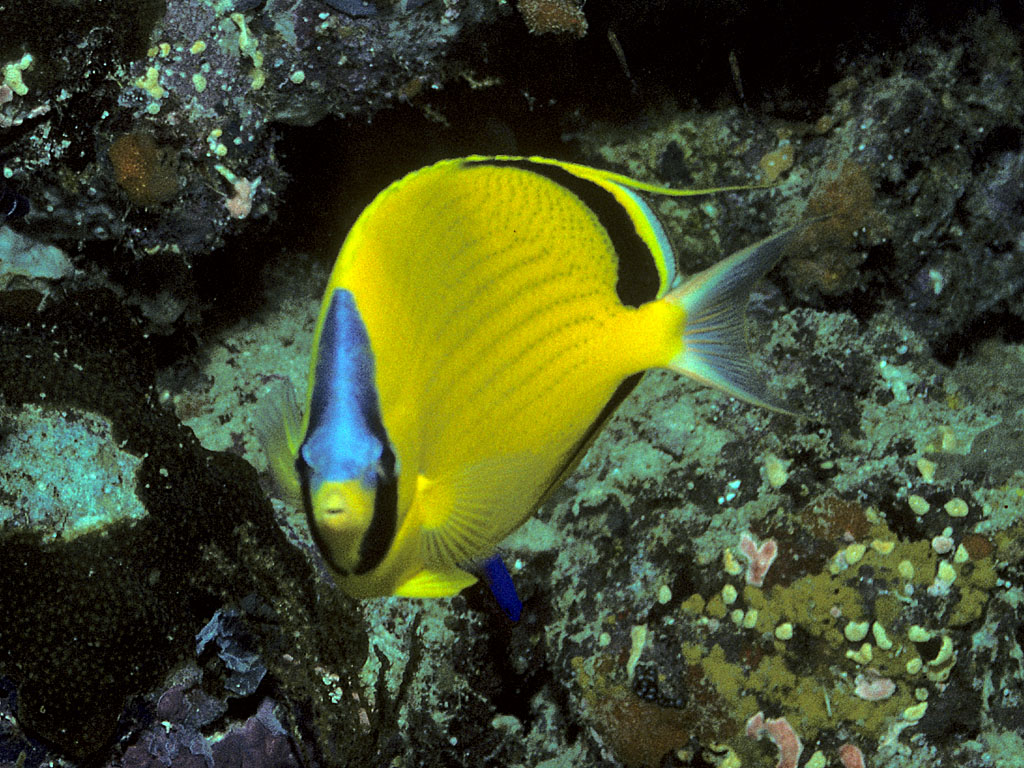
Chaetodon semeion
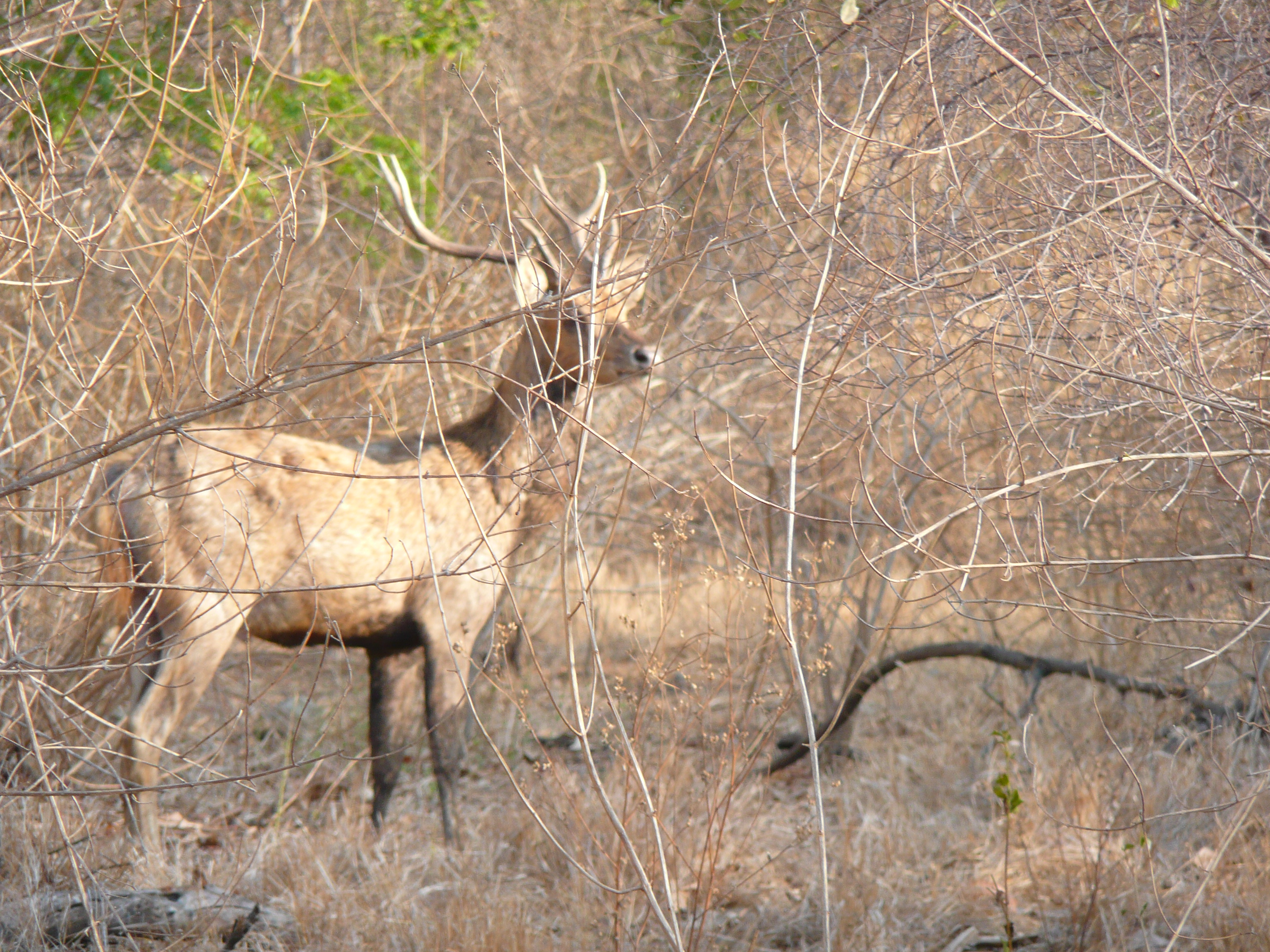
Cerf
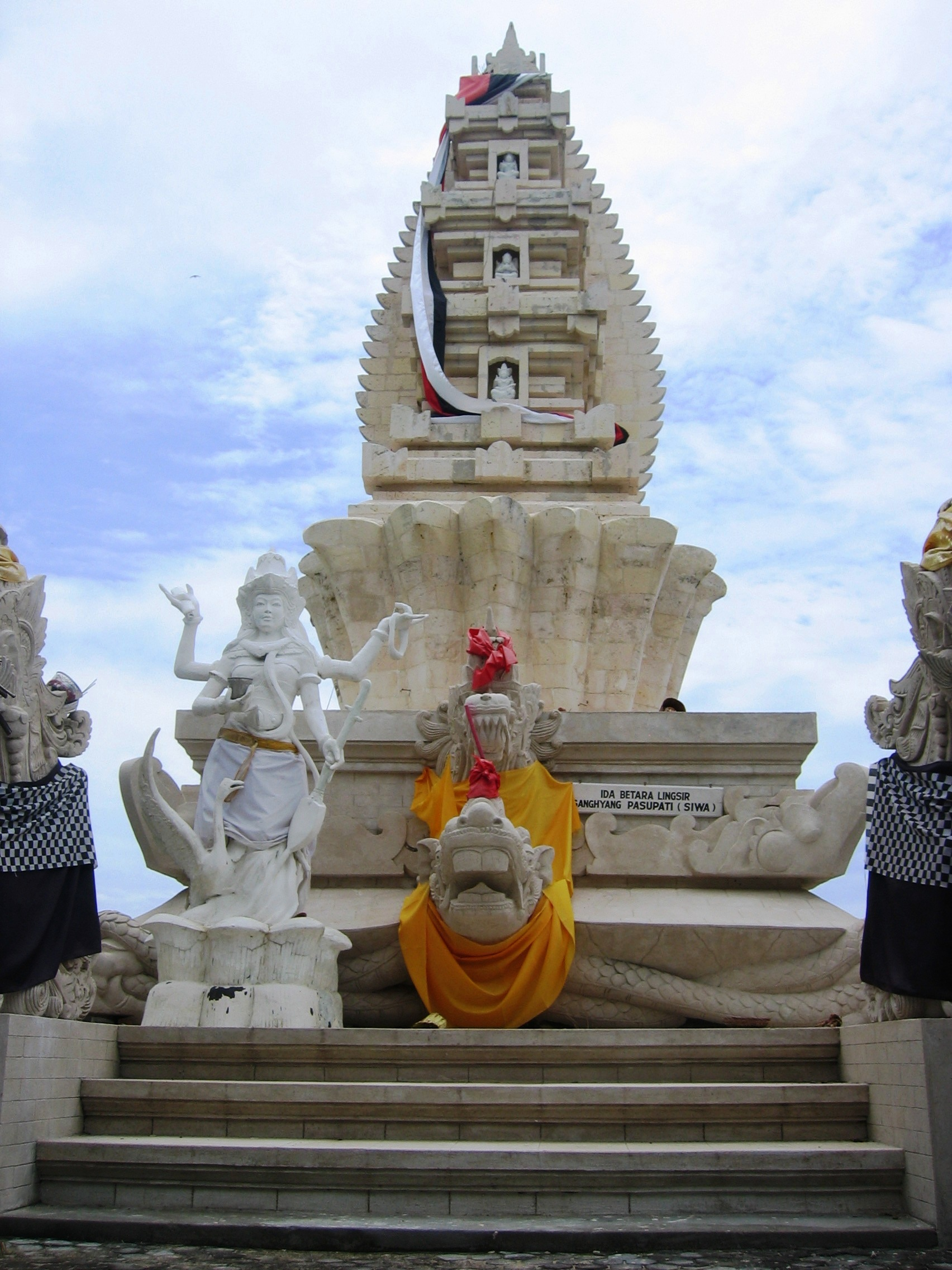
Monument au temple de Pura Taman Kelenting Sari (face sud)
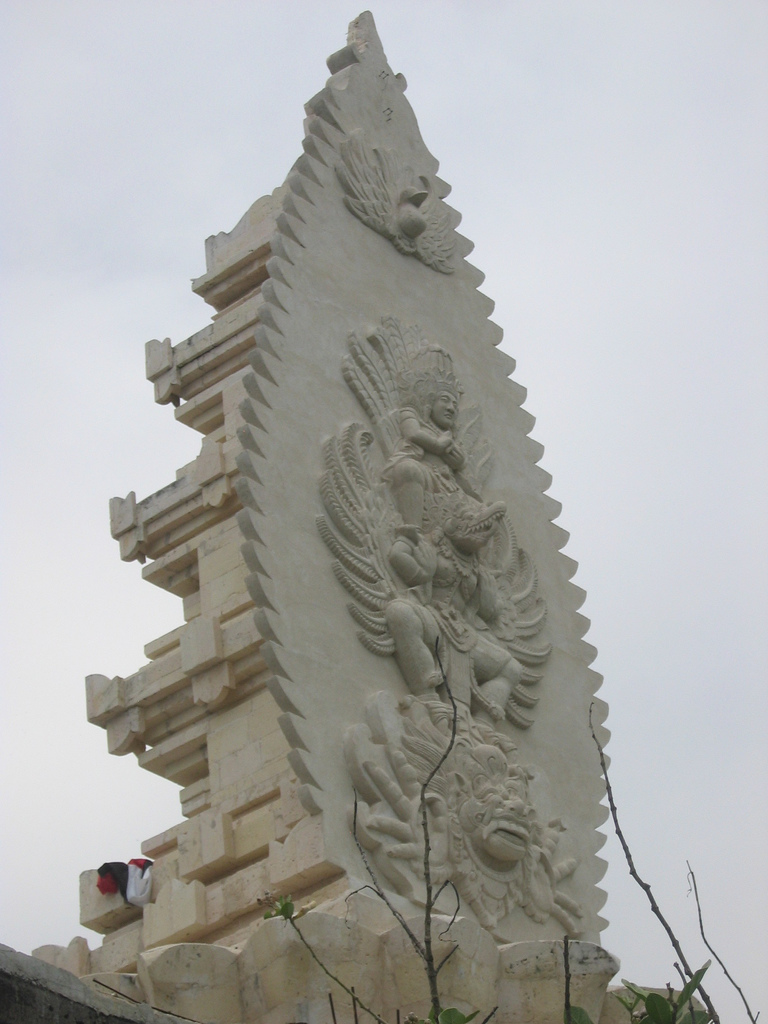
Monument au temple de Pura Taman Kelenting Sari (face nord)
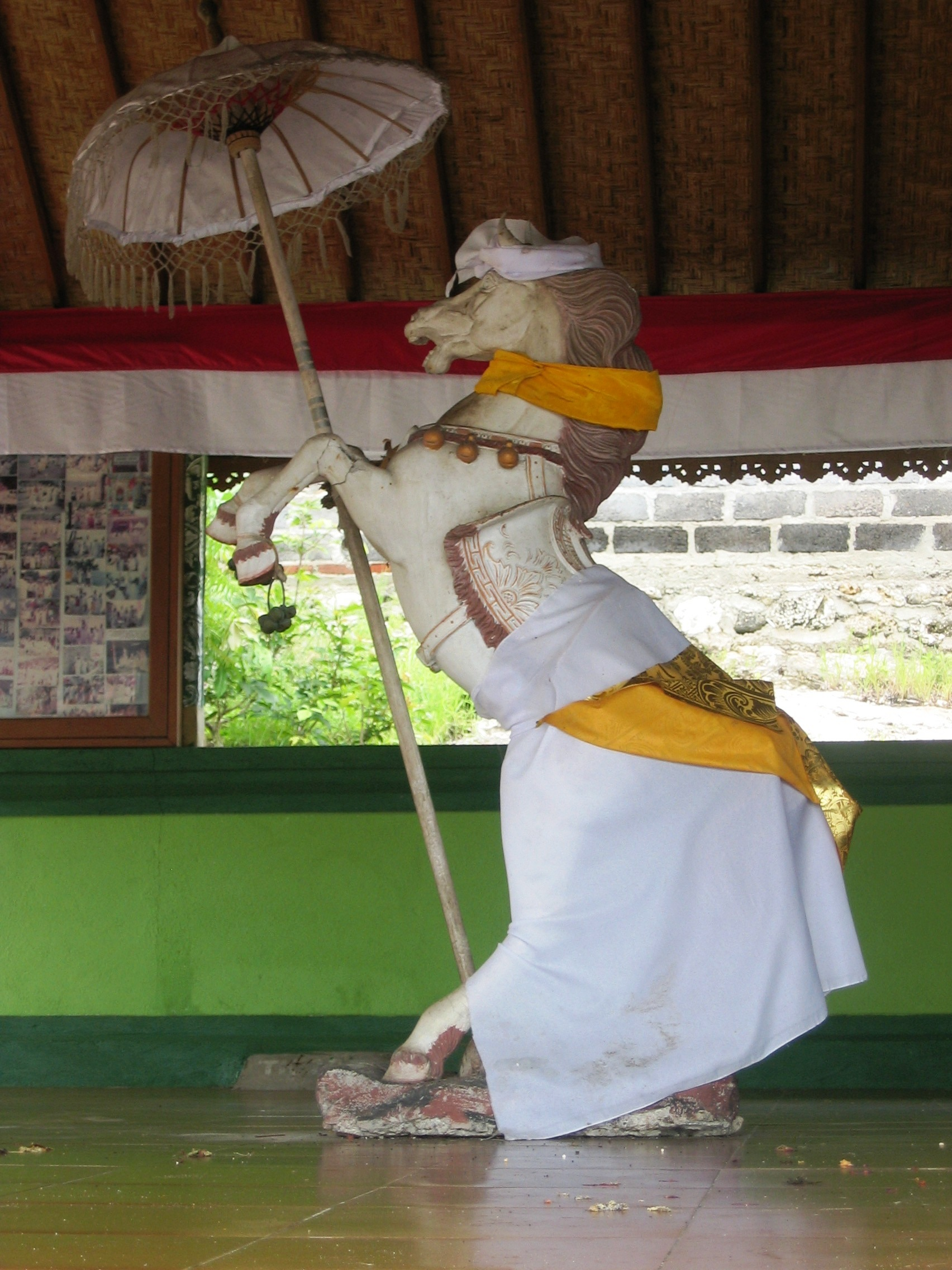
Cheval au Pura Taman Kelenting Sari
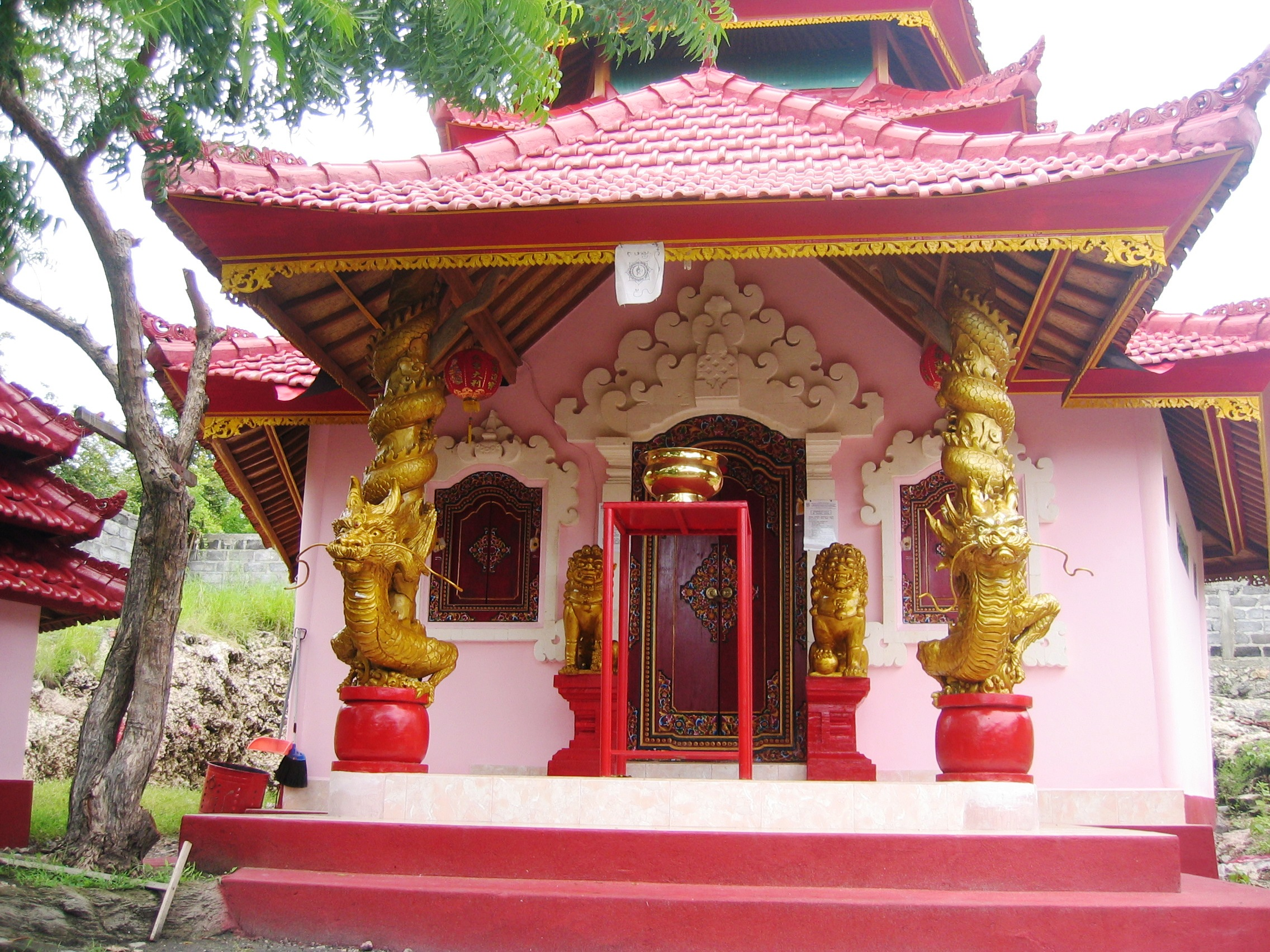
Maison au temple hindouiste de Pura Taman Kelenting Sari
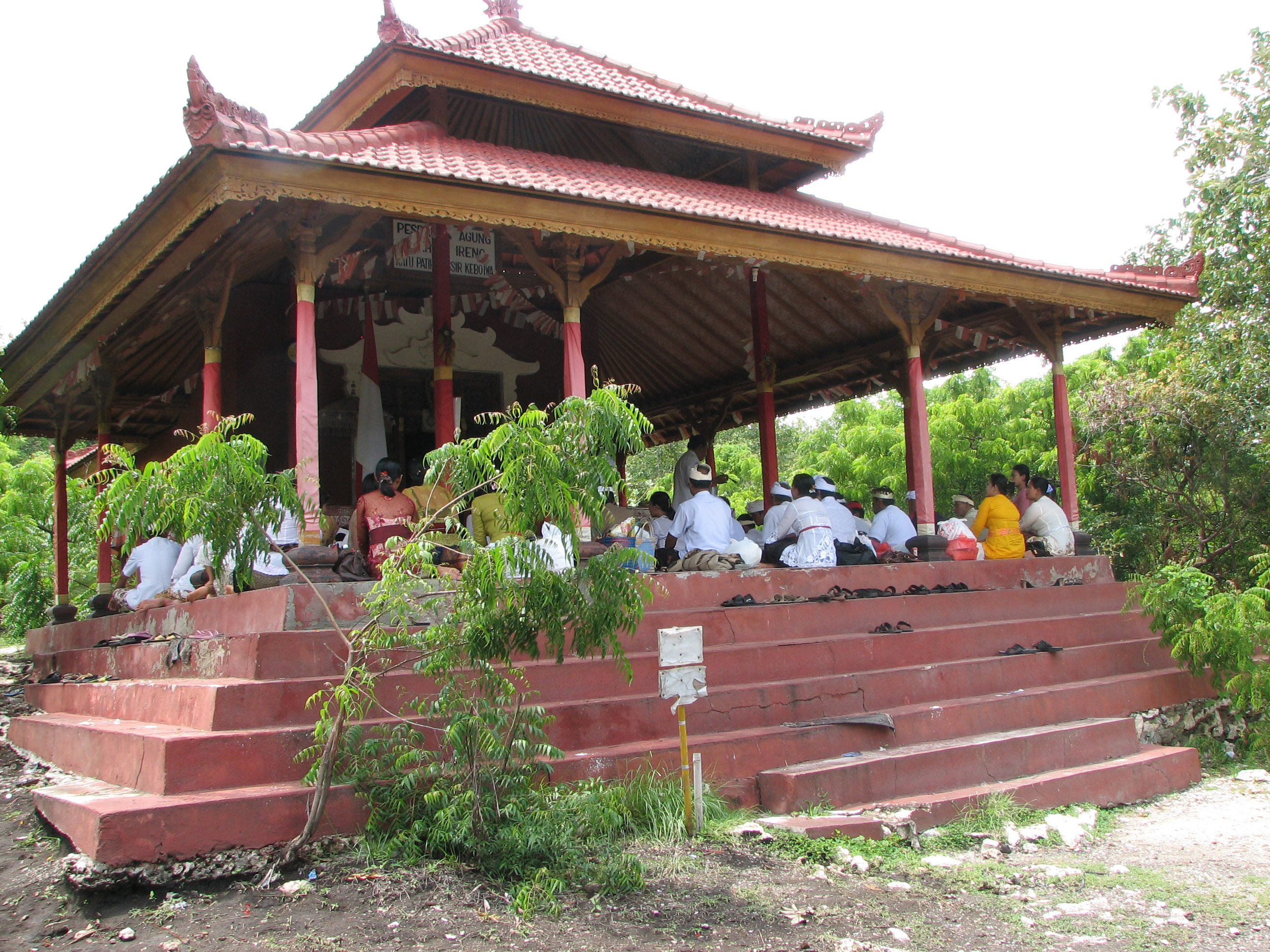
Cérémonie hindouiste
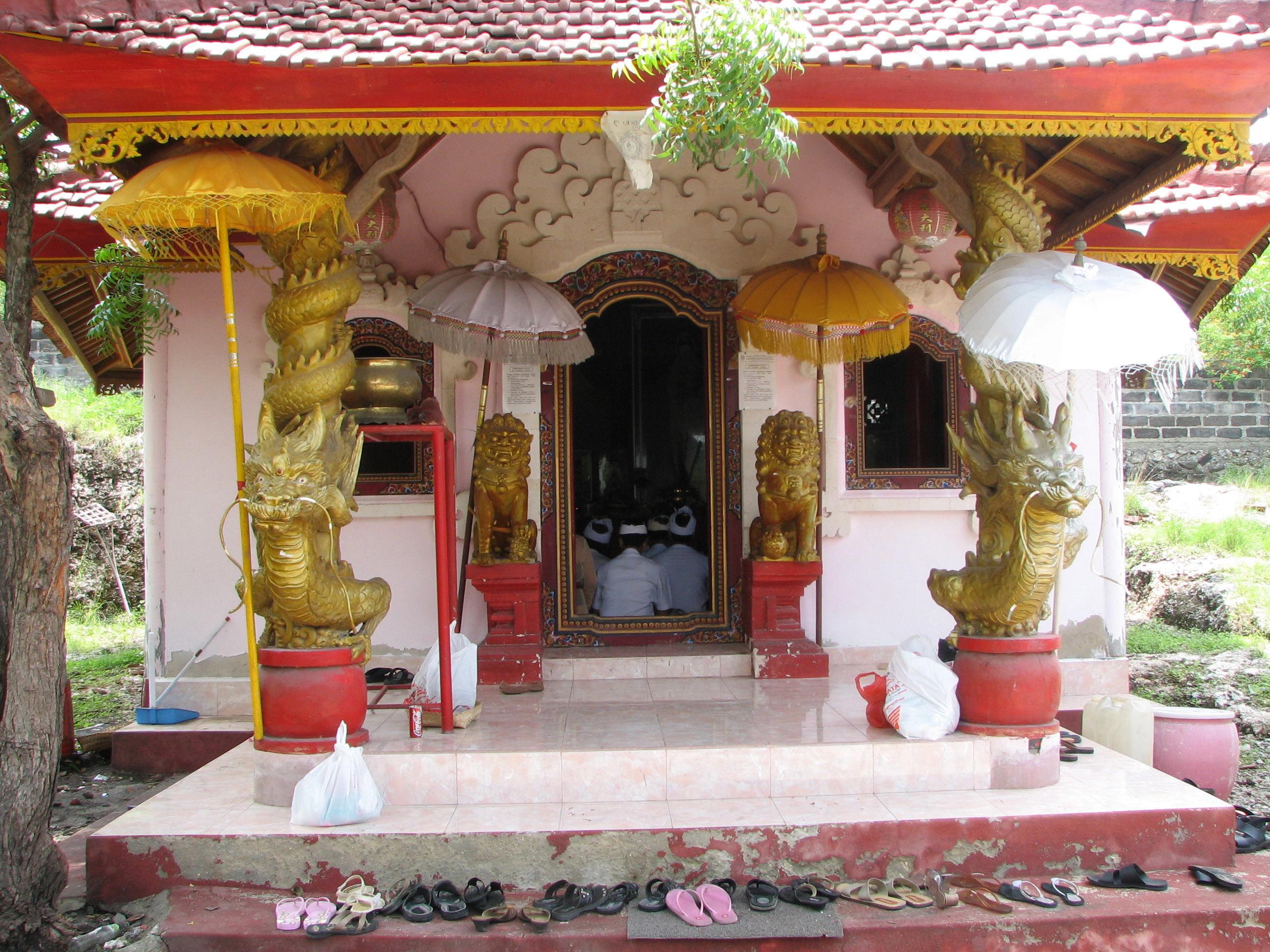
Cérémonie hindouiste
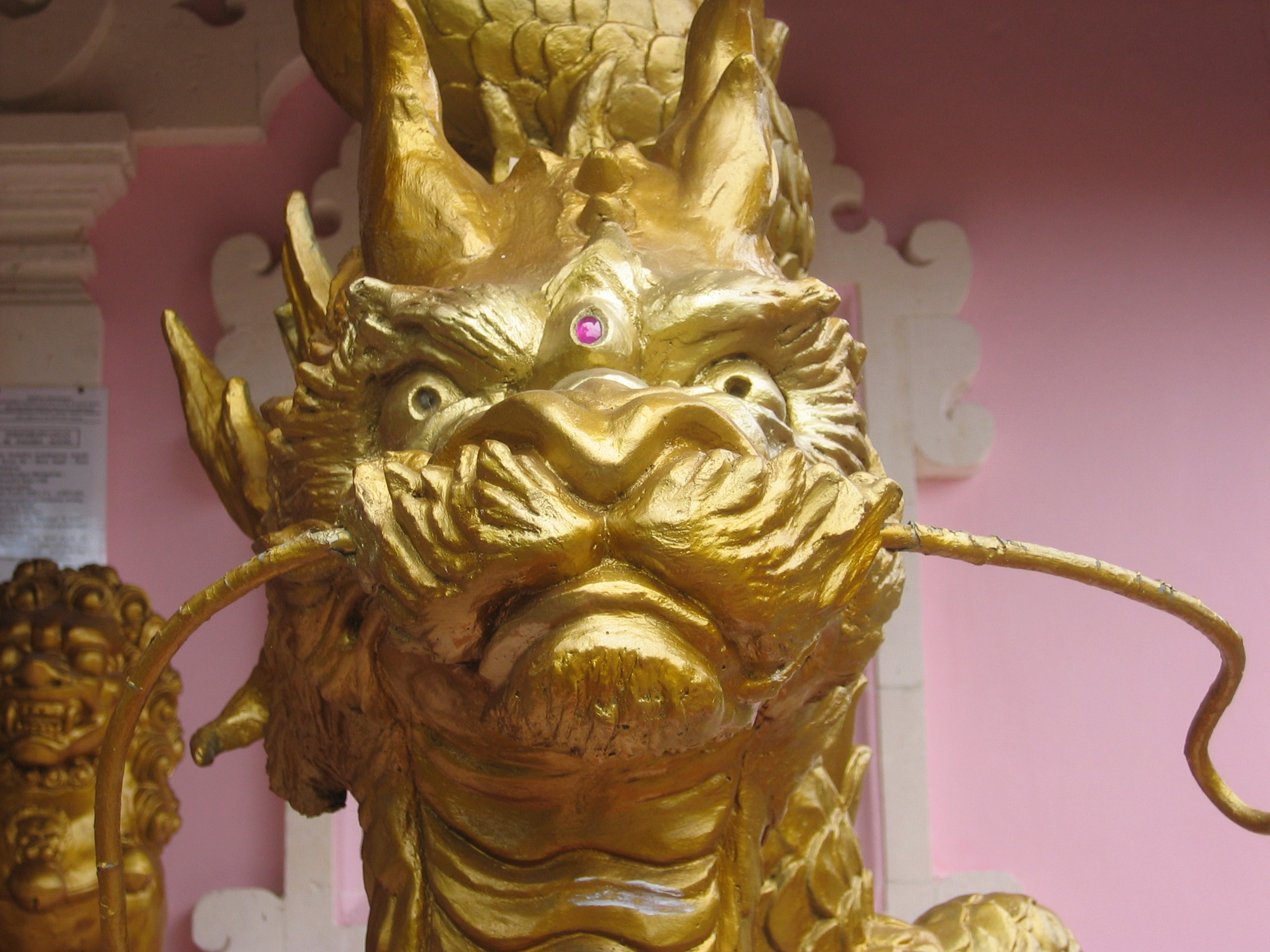
Dragon au Pura Taman Kelenting Sari